# Krzyżowa
Pour les articles homonymes, voir Krzyżowa (homonymie).
Krzyżowa (en allemand Kreisau, orthographié jusqu'en 1930 Creisau) est un village de Pologne qui compte environ 200 habitants. Il est situé à environ 10 km à l'est de la ville de Świdnica en Basse-Silésie et fait partie de la commune rurale de Świdnica (dans le district de Świdnica dans la voïvodie de Basse-Silésie).
Au centre de la localité se trouve une propriété avec un château datant de la fin du XVIIIe siècle. Depuis 1998, les terrains et les bâtiments abritent des réunions internationales pour les jeunes sous l'égide de la Fondation de Kreisau pour l'entente en Europe.

## Histoire
De 1742 à 1945, Kreisau fait partie de l'arrondissement de Schweidnitz dans le district de Breslau au sein de la province de Silésie.
Creisau est surtout connu grâce à la famille von Moltke. Le feld-maréchal prussien Helmuth Karl Bernhard comte de Moltke, vainqueur de la guerre austro-prussienne de 1866 et de la guerre franco-allemande de 1870, a acquis ce domaine pour y passer sa retraite. Son arrière-petit-neveu, Helmuth James von Moltke, est l'un des principaux chefs du Cercle de Kreisau, un groupe de résistants.
En 1941, les Allemands craignent des bombardements alliés sur Berlin et font évacuer la Bibliothèque de Prusse. Une partie des biens culturels est déposée dans le monastère bénédictin à Krzyżowa, qui devient territoire polonais après la guerre. Ce trésor est gardé secret et transféré à la bibliothèque Jagellonne entre la fin de la guerre et 1977, année où la Pologne reconnait officiellement détenir ce fonds exceptionnel.
En 1942 et 1943 eurent lieu dans le chalet, qui était la résidence de la famille dans la propriété, trois réunions secrètes de ce groupe. On y discuta en détail des questions qui se poseraient dans un après-guerre débarrassé d'Hitler.
Depuis la guerre, le village de Kreisau est connu sous son nom polonais de Krzyżowa. Pour préserver la mémoire du Cercle de Kreisau, a été créée dans les années 1989/1990, dans le cadre du Mouvement citoyen européen, la Fondation Kreisau pour l'entente en Europe, autour de Polonais et d'Allemands, auxquels se sont joints des citoyens d'autres pays européens et des États-Unis. Sur le domaine de Krzyżowa a eu lieu le 12 novembre 1989, une réunion germano-polonaise de réconciliation à laquelle ont participé le chancelier de la République fédérale d'Allemagne, Helmut Kohl, et le président du Conseil des ministres polonais, Tadeusz Mazowiecki. Helmut Kohl s'y est rendu de nouveau en 1998, quand fut inaugurée officiellement la Fondation Kreisau pour l'entente en Europe, lieu de rencontres internationales de jeunes.

## Résistants et résistantes
- Carl Dietrich von Trotha (de) (1907-1952), fonctionnaire et membre du complot du 20 juillet 1944
- Comte Helmuth James von Moltke (1907-1945), juriste, fondateur du Cercle de Kreisau